# Fourth
Fourth is een album uit 1971 van de Britse band Soft Machine.

## Geschiedenis
Deze elpee was het vierde album van de groep. Dit volledig instrumentale album ging nog meer de kant op van jazzrock (zelfs richting free jazz) dan het vorige album Third en was het laatste album waaraan drummer, zanger en medeoprichter Robert Wyatt zou meewerken. Zijn hang naar het absurdisme, die hij in zijn songteksten kon uiten, stond de ontwikkeling van de groep naar louter instrumentale muziek, beïnvloed door onder andere jazz en minimal music, in de weg. Wyatt was geen jazzdrummer pur sang en zoals hij zelf zei: "They didn't ask me to stay". Hij verliet de band na de opnames en begon een nieuwe groep, genaamd Matching Mole.

## Tracks
1. "Teeth" (Mike Ratledge) – 9:12
2. "Kings and Queens" (Hugh Hopper – 5:00
3. "Fletcher's Blemish" (Elton Dean) – 4:35
4. "Virtually Part 1" (Hopper) – 5:16
5. "Virtually Part 2" (Hopper) – 7:09
6. "Virtually Part 3" (Hopper) – 4:33
7. "Virtually Part 4" (Hopper) – 3:23

Het album werd in 2007 door Sony BMG opnieuw uitgebracht in de serie "Soft Machine Remastered - The CBS Years 1970-1973" en bevat "innerline notes" van muziekuitgever en muziekhistoricus Mark Powell. Hierin beschrijft hij gedetailleerd het ontwikkelingsproces van de band.

## Bezetting
- Mike Ratledge – Pianet, orgel, piano
- Hugh Hopper – basgitaar
- Robert Wyatt – drums
- Elton Dean – altsaxofoon, saxello

Gastmuzikanten:
- Roy Babington – contrabas
- Jimmy Hastings – altfluit, basklarinet
- Mark Charig – kornet
- Nick Evans – trombone
- Alan Skidmore - tenorsaxofoon